# 239792 Hankakovacova
A 239792 Hankakovacova (ideiglenes jelöléssel 2010 EM34) a Naprendszer kisbolygóövében található aszteroida. T. Vorobjov fedezte fel 2010. március 9-én.